# Santa Ana (El Salvador)
O município de Santa Ana tem uma população estimada de 264 091 habitantes em 2013, ocupando o terceiro lugar em população. Para sua administração, divide-se em 35 cantões e 318 assetamentos rurais, enquanto que a própria cidade  se divide em 12 bairros e várias colônias.
A localidade celebra suas festas patronais durante as Festas Julhinas, de 20 à 26 de julho, em homenagem à Nossa Senhora de Santa Ana, patrona do departamento.
Ainda que haja registros arqueológicos que datam do período pré-clássico, a cidade foi fundada ao redor do século V ou VI, pelos maias, para logo ser ocupada pelos pipiles, os quais lhe deram o nome de Sihuatehuacan. Foi conquistada pelos espanhóis durante o século XVI, e posteriormente pertenceu à Alcaldia Mayor de San Salvador e logo a Intendência de San Salvador. Tem formado parte do Estado salvadorenho, tanto em sua etapa federal, como independente.
Em 1894 ocorreu na cidade a Revolução dos 44, que propiciou o golpe de estado contra o governo de Carlos Ezeta. Durante a época dourada do café, a princípios do século XX, foi à cidade mais rica do país. Para o século XX, y na década dos anos 1980, Santa Ana se viu afetada pela Guerra Civil de El Salvador. Com a assinatura dos Acordos de Paz de Chapultepec em 1992 (que pôs o fim a 12 anos de guerra) e com o início do terceiro milênio, a localidade teve que fazer frente o aumento da delinquência surgido pelo surgimento das gangues e foi por sua vez experimentou um aumento da população urbana devido à emigração de habitantes das áreas rurais e uma expansão urbana acelerada com a construção de novas colônias.

## Geografia

### Localização
O município de Santa Ana está localizado no departamento de mesmo nome, situado no extremo norte da parte ocidental de El Salvador. Limita-se ao norte com Texistepeque e Nueva Concepción, ao leste com San Pablo Tacachico, Coatepeque e com o Lago de Coatepeque, ao sul com Izaco e ao oeste com Nahuizalco, Chalchuapa, San Sebastián Salitrillo, El Porvenir e Candelaria de la Frontera.
Possui uma área municipal de 400,1 km², o que corresponde a 19.8% da área total do departamento. A cidade situa-se entre as coordenadas 14°0′0.00″N 89°32′60.00″. O município tem uma altitude de 665 metros acima do nível do mar e se encontra a 65 quilômetros da capital do país, San Salvador.
| Noroeste: Candelaria de la Frontera                       | Norte: Texistepeque | Nordeste: Nueva Concepción              |
| Oeste: Chalchuapa, El Porvenir e San Sebastián Salitrillo |                     | Leste: San Pablo Tacachico y Coatepeque |
| Sudoeste Nahuizalco                                       | Sul: Izalco         | Sudeste: Lago de Coatepeque             |

### Geomorfologia e topografia
Em Santa Ana encontram-se um total de 75 regiões elevadas, dos quais dois são vulcões (o vulcão de Santa Ana ou Ilamatepec, está ativo, enquanto o outro vulcão, Cerro Verde, está adormecido). As principais elevações do município são:
- Santa Ana ou Ilamatepec, um vulcão localizado a 17,3 quilômetros ao sul da cidade, tem uma elevação de 2.365,07 metros, sendo o vulcão mais alto do país, e tem uma grande cratera.[7]
- Cerro Verde, é um vulcão adormecido que fica perto do extremo sul da cidade, e tem uma altitude de 2.030,43 metros.[7]
- El Pinar ou Santa Adela, é um pico localizada a 5,4 quilômetros ao norte da cidade e tem uma altura de 1.050 metros.[7]
- La Tortuga situa-se a 4,5 quilômetros ao norte da cidade e tem uma altitude de 1.010 metros.[7]
- El Níspero, é um ponto localizado a 7,4 quilômetros ao norte da cidade e tem uma altitude de 858 metros.[7]
- Tecana, está localizado a 2 quilômetros a leste da cidade e tem uma altura de 800 metros.[7]
- La Esperanza, está localizado a 3,3 quilômetros a leste da cidade e tem uma altitude de 798 metros.[7]
- San Jacinto, tem uma altitude de 668 metros e está localizado a 8,5 quilômetros ao norte da cidade.[7]

### Clima
Segundo a classificação climática de Köppen-Geiger, Santa Ana está situada em uma região de clima tropical com estação seca (As). Possui, portanto, uma estação seca (de novembro a maio, durante o verão) e uma estação chuvosa (de maio a novembro, durante o inverno). A temperatura média anual é de 24 °C e a umidade relativa do ar varia entre 70 e 75%.
Os ventos sopram, geralmente, do oeste e do sudoeste, durante todo o ano, e possuem uma velocidade média de 7,8 km/h.
| Mínima                                            | 16     | 17     | 17            | 19            | 20          | 19          | 19                   | 19                   | 19                   | 19                   | 18                   | 17                   |                      |                      |                      |                      |                      |                    |                    |                    |
| Média                                             | 21.33  | 22.61  | 23.97         | 25            | 24.23       | 23.48       | 23.27                | 23.34                | 22.96                | 22.34                | 21.77                | 21.22                |                      |                      |                      |                      |                      |                    |                    |                    |
| Máxima                                            | 30     | 30     | 32            | 32            | 31          | 29          | 30                   | 30                   | 29                   | 29                   | 29                   | 29                   |                      |                      |                      |                      |                      |                    |                    |                    |
| Precipitação, velocidade do vento e energia solar |        |        |               |               |             |             |                      |                      |                      |                      |                      |                      |                      |                      |                      |                      |                      |                    |                    |                    |
| Mês                                               | Ene    | Feb    | Mar           | Abr           | May         | Jun         | Jul                  | Ago                  | Sep                  | Oct                  | Nov                  | Dec                  |                      |                      |                      |                      |                      |                    |                    |                    |
| Precipitação média (mm)                           | 3      | 3      | 14            | 57            | 178         | 308         | 274                  | 270                  | 296                  | 171                  | 29                   | 7                    |                      |                      |                      |                      |                      |                    |                    |                    |
| Dias de chuva                                     | 5.4    | 4.4    | 4.8           | 8.3           | 19.1        | 27.5        | 27.3                 | 27.3                 | 28.1                 | 20.5                 | 2.9                  | 5.7                  |                      |                      |                      |                      |                      |                    |                    |                    |
| Umidade Relativa pela manhã (%)                   | 72.0   | 71.0   | 75.0          | 78.0          | 85.0        | 89.0        | 88.0                 | 88.0                 | 90.0                 | 86.0                 | 79.0                 | 75.0                 |                      |                      |                      |                      |                      |                    |                    |                    |
| Umidade Relativa pela tarde (%)                   | 62.0   | 63.0   | 64.0          | 66.0          | 71.0        | 72.0        | 69.0                 | 71.0                 | 75.0                 | 71.0                 | 66.0                 | 63.0                 |                      |                      |                      |                      |                      |                    |                    |                    |
| Velocidade do vento (m/s)                         | 5.29   | 5.12   | 4.84          | 4.69          | 4.11        | 3.88        | 4.05                 | 3.94                 | 3.46                 | 4.35                 | 4.59                 | 4.91                 |                      |                      |                      |                      |                      |                    |                    |                    |
| Claridade (0 - 1)                                 | 0.59   | 0.61   | 0.62          | 0.58          | 0.52        | 0.50        | 0.54                 | 0.53                 | 0.50                 | 0.51                 | 0.57                 | 0.58                 |                      |                      |                      |                      |                      |                    |                    |                    |
| Insolação (Kwh/m²/day)                            | 4.83   | 5.56   | 6.20          | 6.12          | 5.50        | 5.28        | 5.64                 | 5.59                 | 5.02                 | 4.82                 | 4.79                 | 4.60                 |                      |                      |                      |                      |                      |                    |                    |                    |
| Fonte:                                            | Fonte: | Fonte: | Médias anuais | Médias anuais | Temperatura | Temperatura | Precipitação e vento | Precipitação e vento | Precipitação e vento | Precipitação e vento | Precipitação e vento | Precipitação e vento | Precipitação e vento | Precipitação e vento | Precipitação e vento | Precipitação e vento | Precipitação e vento |                    |                    |                    |
| Fonte:                                            | Fonte: | Fonte: | Médias anuais | Médias anuais | Max         | Min         | Velocidade do vento  | Chuva                | Umedade pela manhã   | Umidade pela tarde   | Umidade pela tarde   | Umidade pela tarde   | Umidade pela tarde   | Umidade pela tarde   | Umidade pela tarde   | Umidade pela tarde   | Umidade pela tarde   | Umidade pela tarde | Umidade pela tarde | Umidade pela tarde |
| Fonte:                                            | Fonte: | Fonte: | Médias anuais | Médias anuais | °C          | °C          | m/s                  | Dias                 | %                    | %                    | %                    | %                    | %                    | %                    | %                    | %                    | %                    | %                  | %                  | %                  |
| Fonte:                                            | Fonte: | Fonte: | Médias anuais | Médias anuais | 31.10       | 24.40       | 11.10                | 100                  | 81.0                 | 68.0                 | 68.0                 | 68.0                 | 68.0                 | 68.0                 | 68.0                 | 68.0                 | 68.0                 | 68.0               | 68.0               | 68.0               |

## Demografia
Segundo dados do Departamento de Estatística e Censos de El Salvador, o município de Santa Ana tem uma população estimada em 264 091 habitantes em 2013, com uma densidade populacional de 660,02 habitantes por km². Do total da população do município, 83% é urbana e 17% vive em área rural. Por sexo, 48% são homens e 52% são mulheres, enquanto que no quesito étnico, 89,39% são mestiços (219 398 habitantes); 10,45% são brancos (25 650 habitantes); 0,04% são indígenas (109 habitantes); 0,01% são negros (32 habitantes) e 0,09% são pertencentes a outras etnias (232 habitantes).
Em relação à extrema pobreza, o município de Santa Ana está entre os municípios de El Salvador onde há baixa extrema pobreza.
| Gráfico da evolução da população da cidade de Santa Ana entre 1858 e 2007 |  |
| ------------------------------------------------------------------------- |  |
|                                                                           |  |
|                                                                           |  |
|                                                                           |  |
| Gráfica elaborada por: Wikipedia                                          |  |

## Economia
As principal atividade econômica do município é a prestação de serviços. Também é notável a produção artesanal e o setor industrial, além do cultivo do café.
Os setores econômicos mais representativos do município são o comércio, os serviços a indústria e o transporte tanto público como privado, além da agroindústria, eletricidade e construção. De acordo com o censo demográfico realizado em 2007, 34.02% dos habitantes responderam afirmativamente sobre ter um emprego, sendo que 46.85% dos habitantes afirmaram não possuir emprego algum e 19.12% não responderam.

### Setor primário
As atividades econômicas que mais se destacam no setor primário são a agricultura e silvicultura, os quais são seguidos pela pesca e minerais, atividades estas praticadas por uma pequena porcentagem da população economicamente ativa neste setor. Os produtos mais cultivados são os cereais (tais como trigo e arroz), frutas e plantas para fabricação de bebidas como a horchata. Entre as produções no município, são notáveis ainda o café, a cana-de-açúcar, laranja, limão e grãos. Há ainda, a criação de gado cabras, porcos e cavalos, além de aves como peru, frango, entre outros.
A exploração mineral na cidade é principalmente em pedreiras de extração dedicado à pedra, areia e argila, mas há também, em uma pequena porcentagem, trabalhadores envolvidos em outros tipos de operações de mineração.

### Setor secundário
Na produção industrial agrícola, há unidades que dedicam-se à produção de café e açúcar, enquanto que outras atividades mecanizadas dedicam-se à fabricação de produtos como borracha, fertilizantes orgânicos, alimentos enlatados e suprimentos de couro. No norte e oeste da cidade estão as fábricas e no sul estão localizados a maioria dos restaurantes, bancos, hotéis e centros comerciais.
As atividades industriais de maior destaque são a fabricação de roupas e a fabricação de bebidas e produtos alimentares, sendo a primeira a principal para a maioria dos trabalhadores deste setor. Na fabricação de vestuário, produzem-se vestimentas derivadas de peles. Também é produzido artigos de couro, borracha, adubo orgânico e forragens. O principal parque industrial localizado no município é a Zona Franca de Santa Ana.

## Patrimônio e lugares de interesse

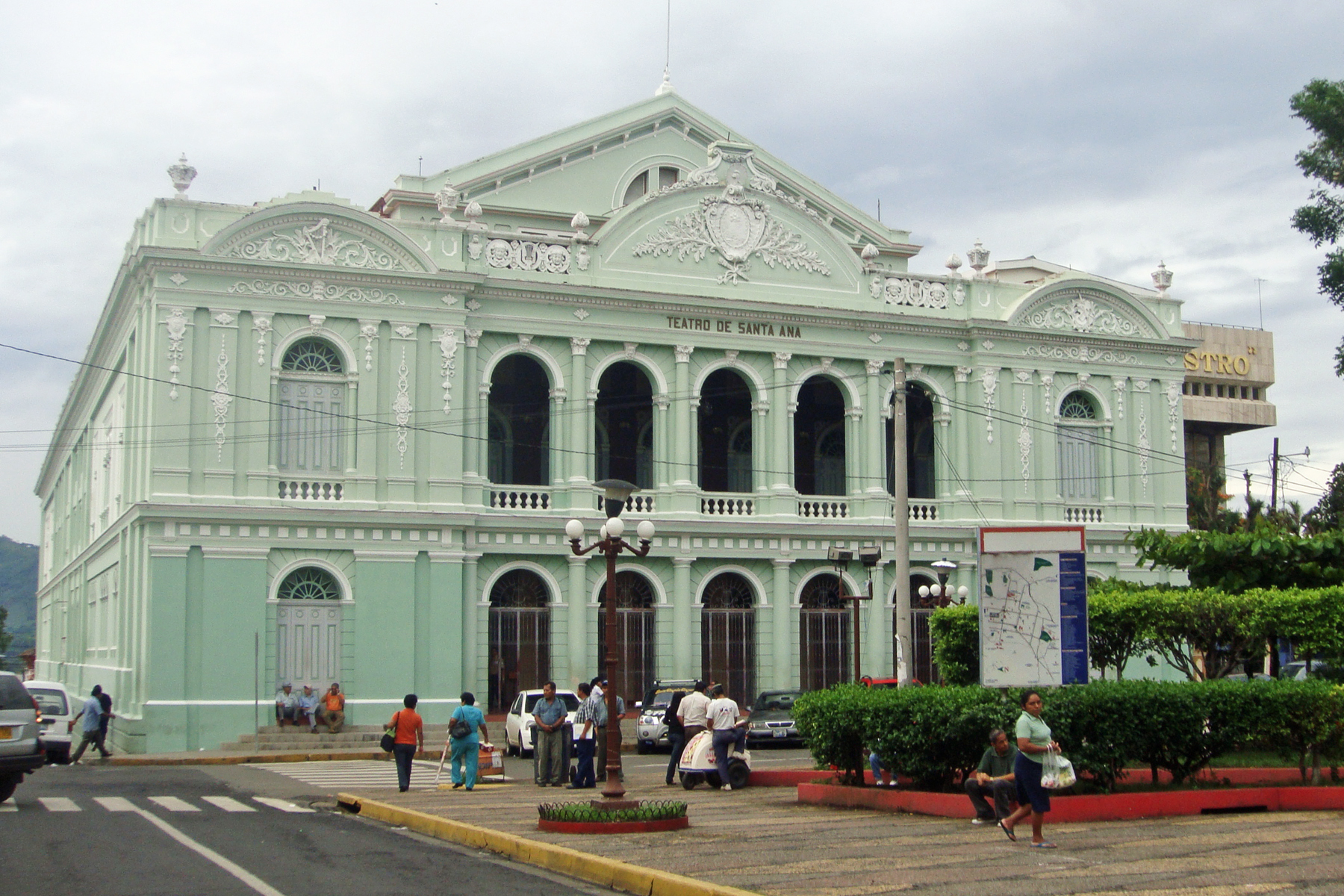
Teatro da cidade de Santa Ana, El Salvador

No que se refere ao Patrimônio cultural, a cidade conta com arquitetura antiga como o teatro, a catedral e a alcaldía, os quais são monumentos nacionais.
Entre os monumentos nacionais encontra-se o Parque Kessels, no qual se localizam os monumentos em honra aos músicos e compositores José Kessels (de origem holandesa) e David Granadino.
No entanto, se encontra entre os bens culturais do país o sítio arqueológico Finca Rosita, a qual está localizada na cidade, é de período pré-clássico e tem entre suas estruturas uma pirâmide de 13 metros de altura.
Além do mais dentro dos sítios históricos do país, a cidade contém a casa na que viveu o general e ex-presidente Tomás Regalado.

### Centro Histórico
Os limites do Centro histórico da cidade são aproximadamente os seguintes: a 4° rua poente e oriente ao norte, a 9° rua poente e oriente ao sul, a 7° avenida sul e norte ao leste e a Avenida José Matías Delgado ao leste (incluindo a igreja Santa Lucia); estendendo-se em um total de 157 quadras.
A zona conta com um patrimônio histórico e urbanístico tanto habitacional como público, tais como: o Teatro de Santa Ana, a Alcaldía Municipal de Santa Ana, a Catedral de Santa Ana, o Centro de Artes de Occidente, a casa onde viveu o ex-presidente Pedro José Escalón, a casa do bispo e o Casino Santaneco, entre outros.
A principal praça do centro histórico é o Parque Libertad, o qual está rodeado pelas estruturas principais da cidade assim como outras edificações antigas. Outra praça da cidade é o parque Menéndez, o qual está rodeado de edificações antigas da cidade como a Unidade de Saúde: Casa do Niño, a igreja El Calvário, o Centro de Governo da cidade, etc.
No total, entre os bens culturais imovéis, localizados no centro histórico da cidade, existem 210 de estilo neoclássicos, 5 de estilo gótico, 64 de estilos neocoloniais, 102 de estilos tradicionais e 170 de estilos atuais.

## Nascidos em Santa Ana
- Pete Sandoval, baterista da banda de death metal Morbid Angel.

## Cidades Irmãs e Acordos de colaboração
A cidade de Santa Ana tem como Cidades irmãs as seguintes cidades:
- Alicante, Espanha
- La Ceiba, Honduras[26]
- Santa Ana, Estados Unidos[27]
- León, Nicarágua[28]
- Piracicaba, Brasil[29]
- Miramar, Estados Unidos[30]
- Gevália, Suécia[31]
- Nueva Trinidad, El Salvador[32]
- Nejapa, El Salvador[32]
- Acajutla, El Salvador[32]

Além disso, a cidade de Santa Ana conta com acordos de colaboração com as seguintes cidades:
- Florença, Itália[33]

## Galeria

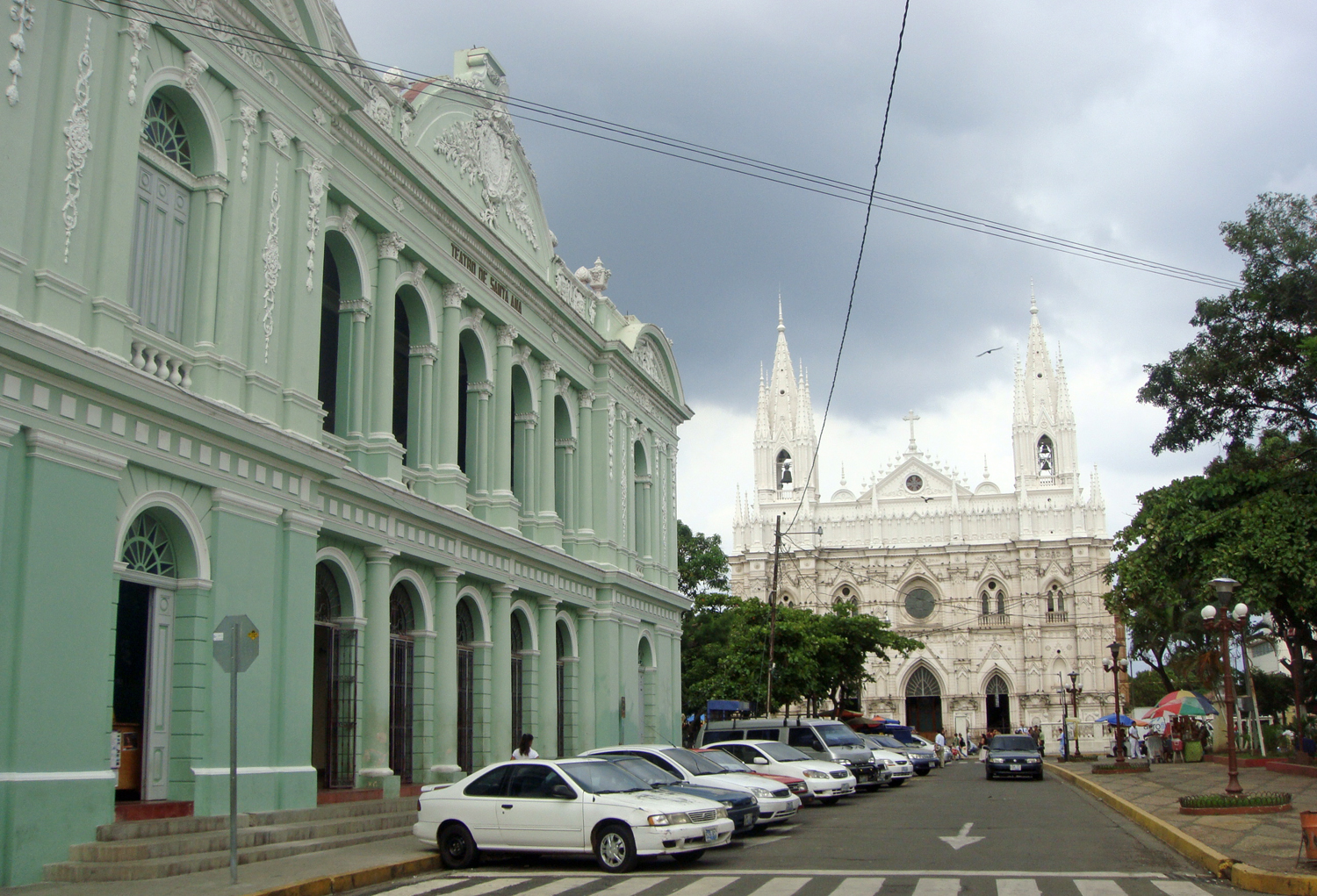
Teatro e catedral
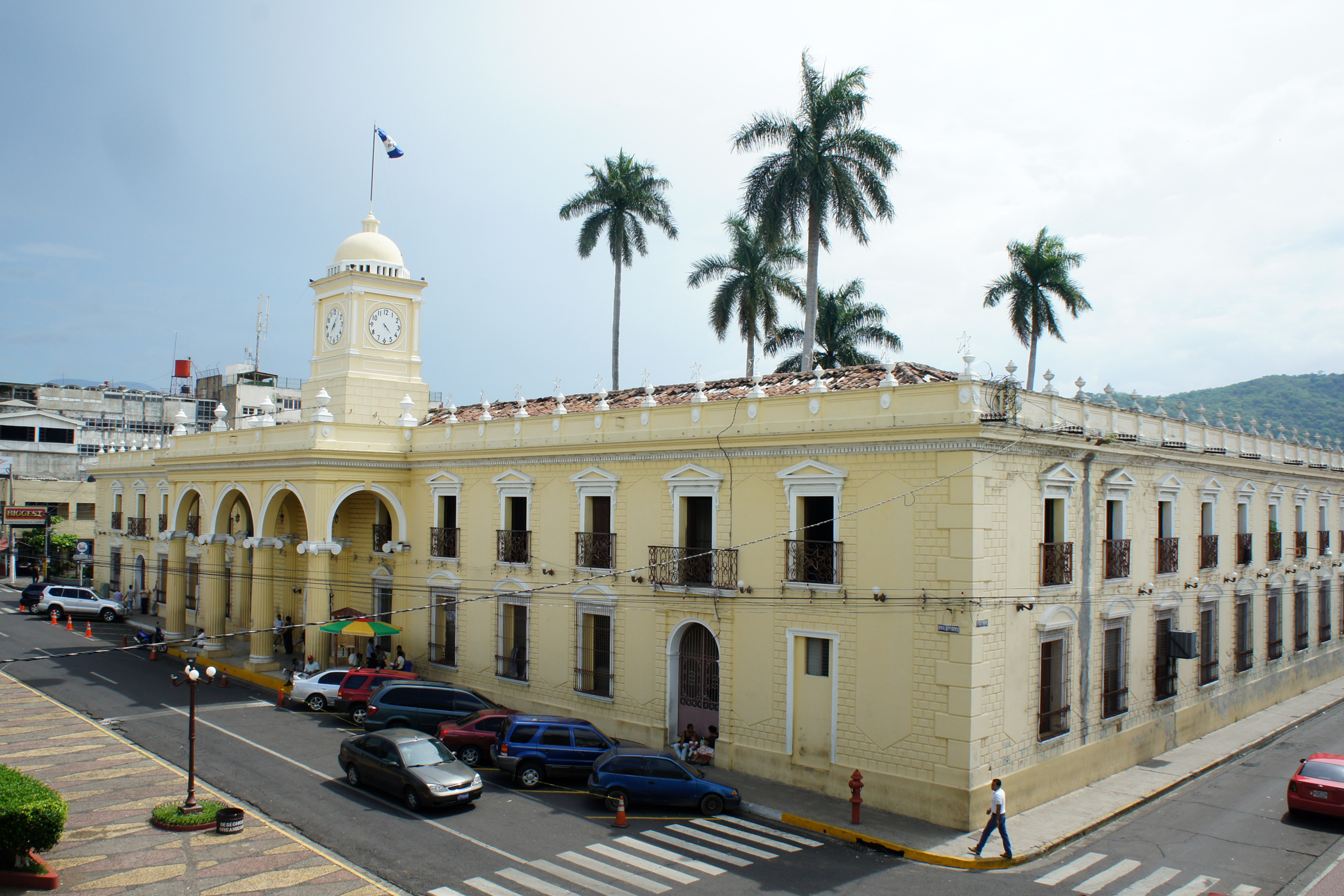
Paço Municipal
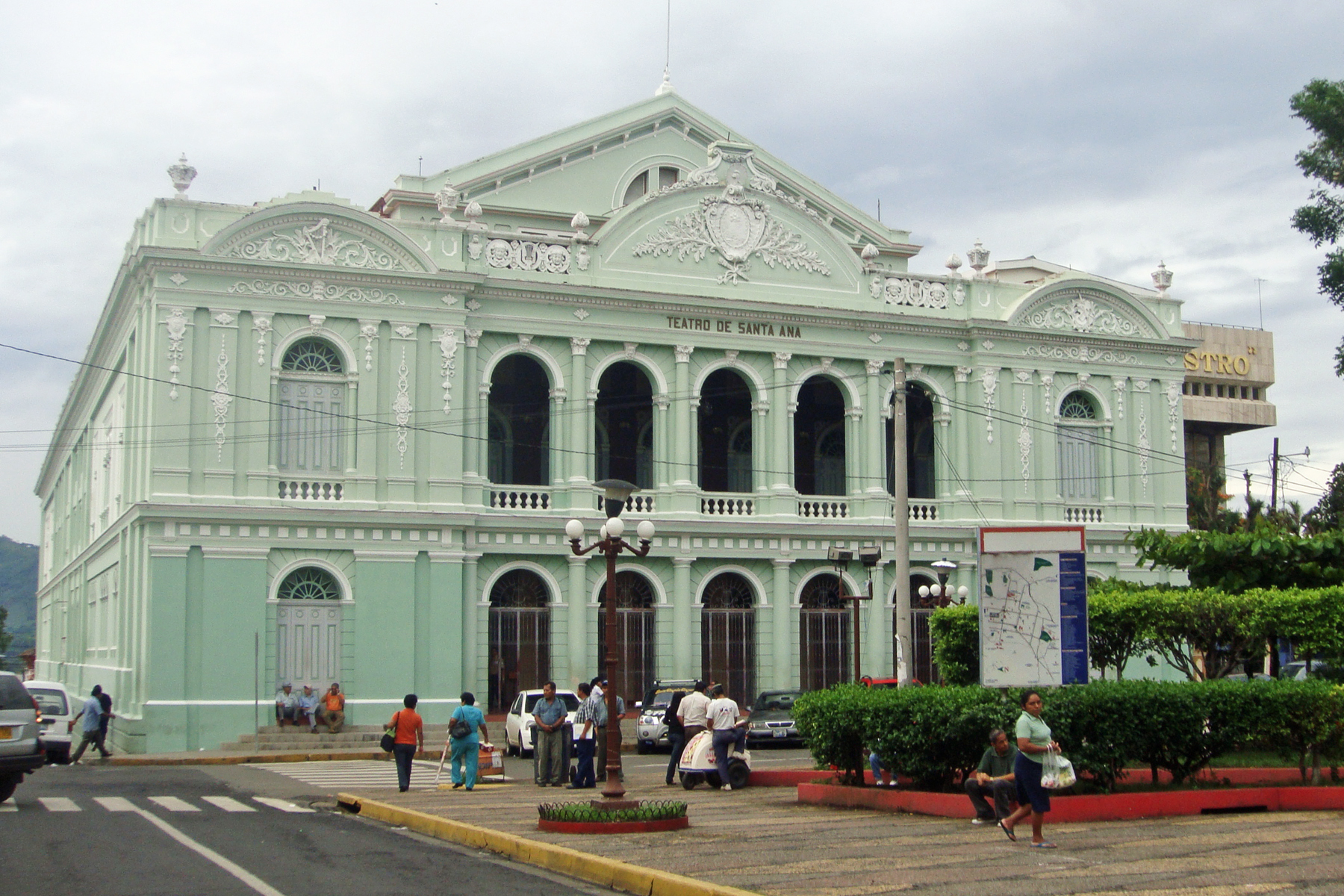
Teatro
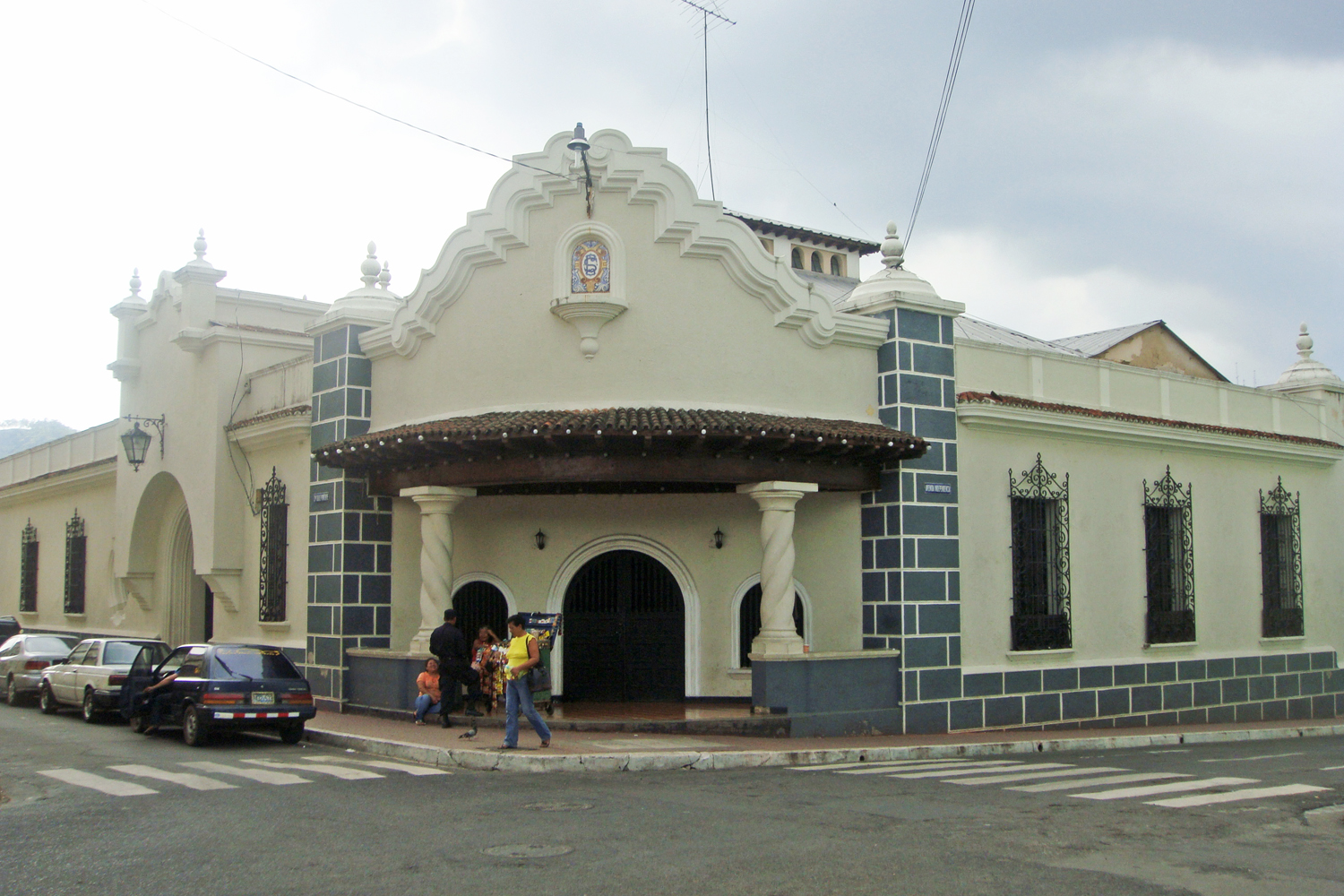
Casino

## Transporte
O município de Santa Ana e é servido pela seguinte rodovia:
- SAN-01, que liga a cidade de El Congo ao município
- SAN-02, que liga a cidade de Izalco (Departamento de Sonsonate) ao município
- SAN-06, que liga a cidade de El Congo ao município
- SAN-07, que liga a cidade de San Sebastián Salitrillo ao município
- SAN-24, que liga a cidade de El Congo ao município
- SAN-04, que liga a cidade de Texistepeque ao município
- SAN-32, que liga a cidade de Coaetepeque ao município
- SAN-15 (LIB-30) (SAL-29), que liga a cidade ao município de Aguilares (Departamento de San Salvador)
- CA-12, que liga o distrito de Metapán (Departamento de Santa Ana) (e a Fronteira El Salvador-Guatemala, na cidade de Concepción Las Minas) à cidade de Acajutla (Departamento de Sonsonate)
- RN-09,que liga a cidade ao município de Ciudad Arce (Departamento de La Libertad)
- CA-01, que liga o distrito de Candelaria de la Frontera (Departamento de Santa Ana) (e a Fronteira El Salvador-Guatemala, na cidade de Atescatempa - CA-01) à cidade de San Salvador (Departamento de San Salvador)
- SAN-05, SAN-33, SAN-26, SAN-25, que ligam vários cantões do município[34]